# Trzęsacz

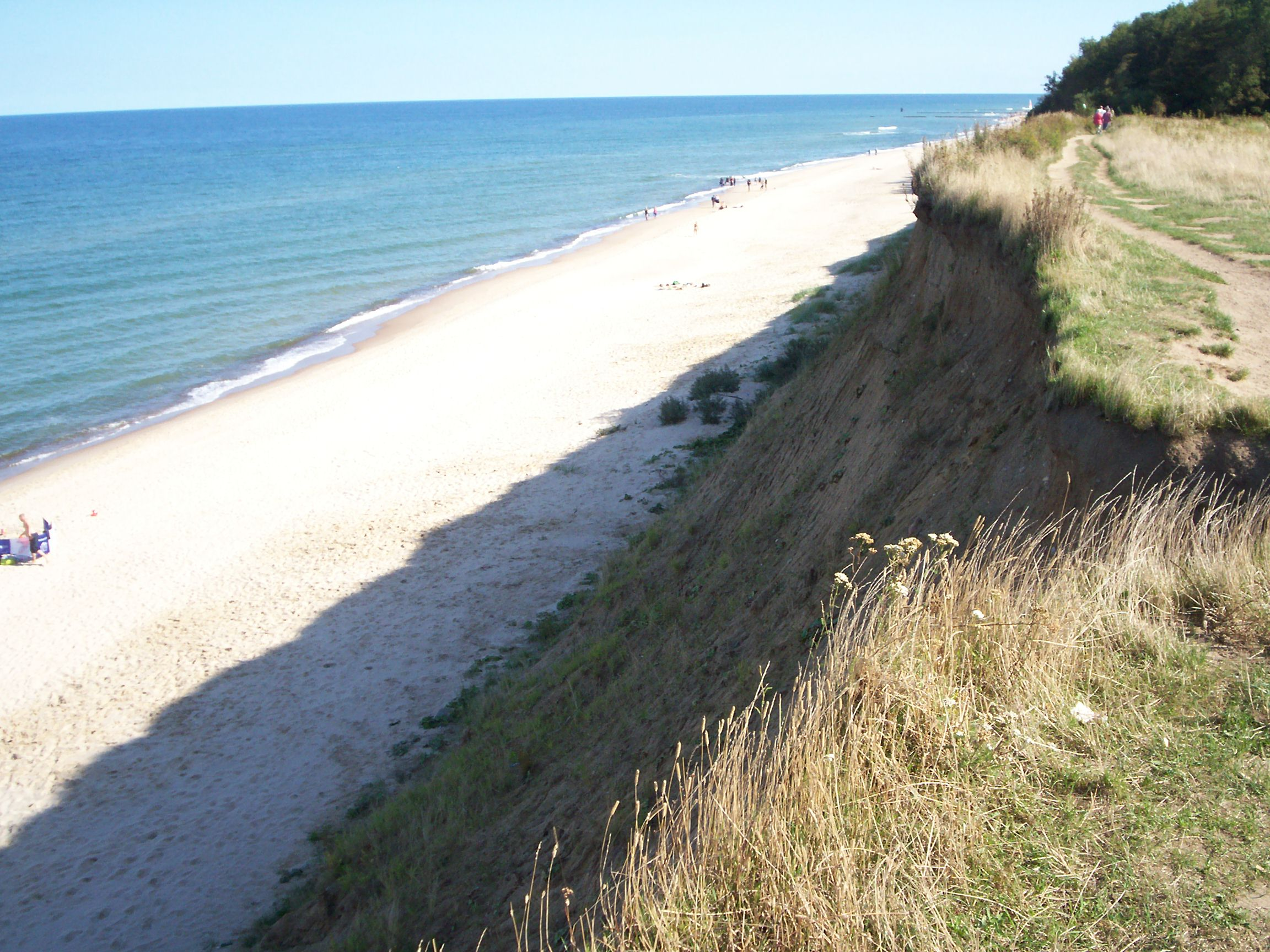
Kliff an der Ostsee

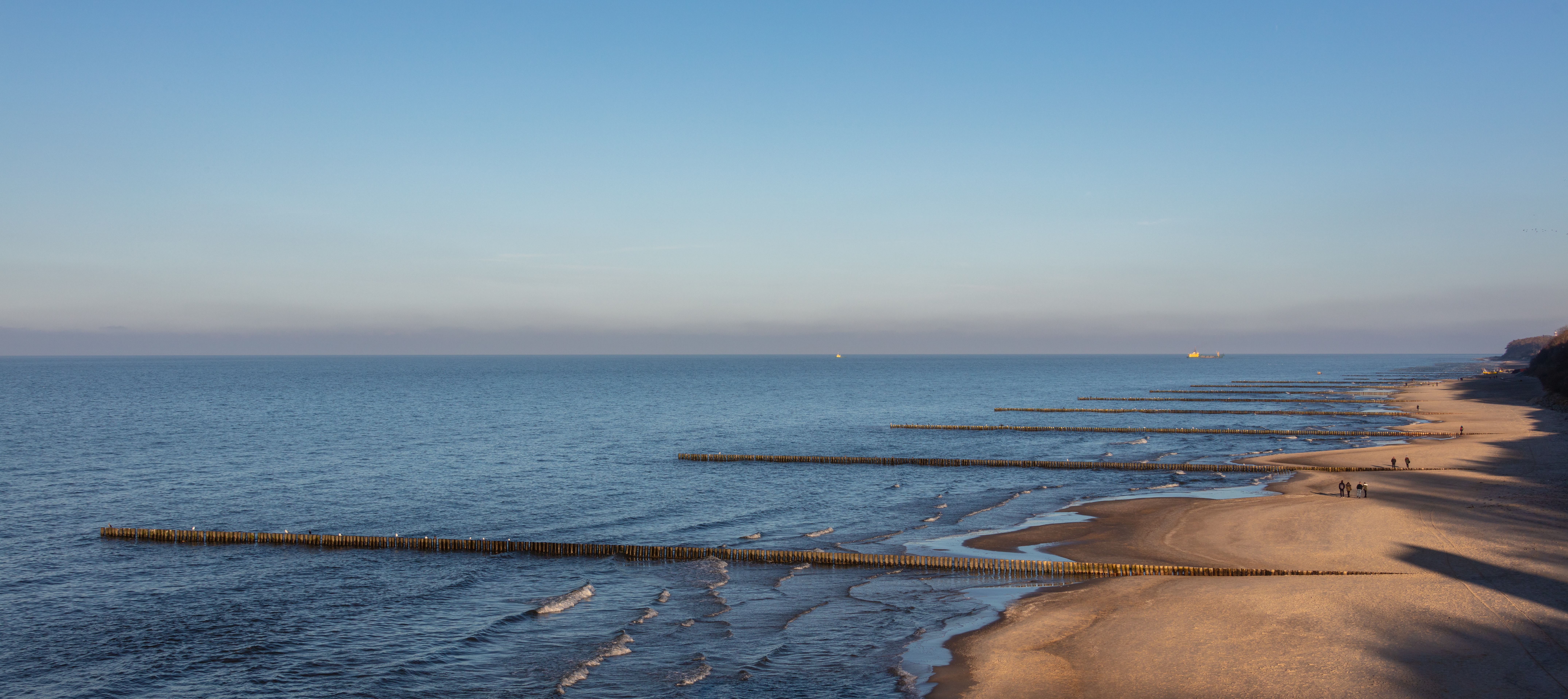
Blick von der Strandbrücke

Trzęsacz (deutsch Hoff a. d. Ostsee) ist ein Kirchdorf in der Woiwodschaft Westpommern in Polen. Es gehört zur Landgemeinde Rewal (Rewahl) im Powiat Gryficki (Greifenberg).

## Geographische Lage
Das kleine Dorf liegt am Ostsee-Ufer in Hinterpommern und ist über die Woiwodschaftsstraße DW102 zu erreichen, die entlang der Ostseeküste von Świnoujście (Swinemünde) nach Trzebiatów (Treptow a. d. Rega) führt. Nachbardörfer sind Pobierowo (Poberow) im Südwesten, Rewal (Rewahl) im Osten und Drezewo (Dresow) im Süden. Zu Fuß ist Rewal auf einem am Ostseestrand entlang führenden Fußweg in etwa 20 Minuten zu erreichen.

## Geschichte

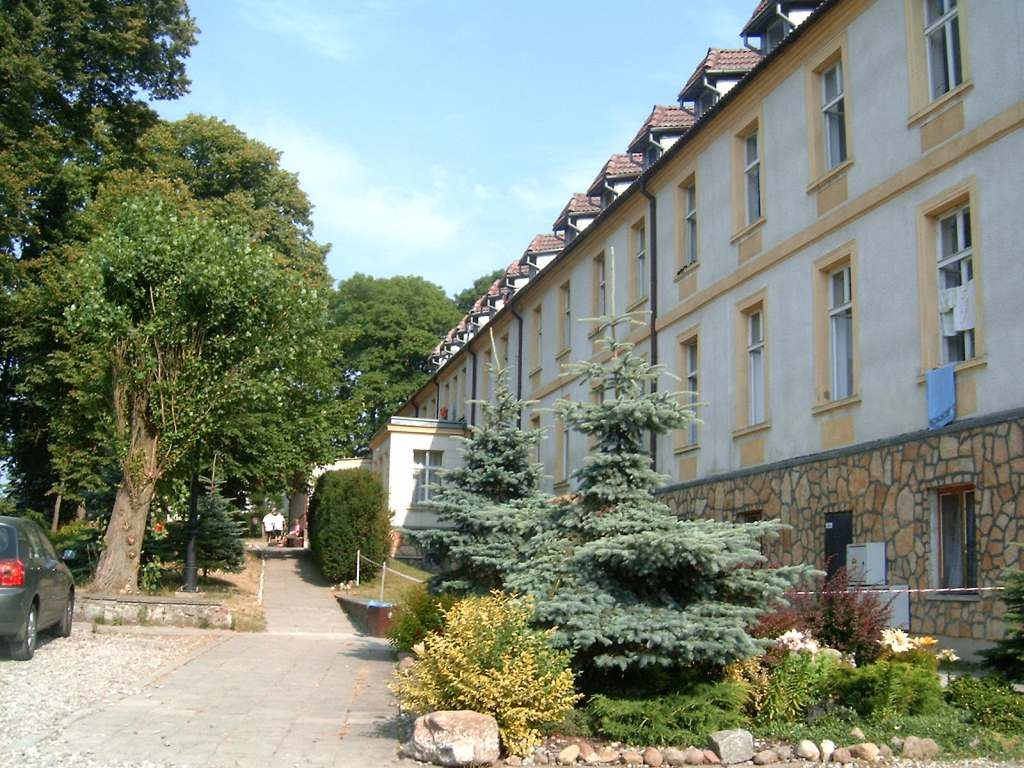
Ehemaliges Gutshaus

Das Kirchdorf Hoff war vor Jahrhunderten neben einem Rittergut entstanden. Zu dem Gutsbetrieb gehörten das zwischen zwei Teichen gelegene Schloss Hoff und eine Parkanlage mit einem Sandhügel, die öffentlich zugänglich war. Der Sandhügel war ein beliebter Aussichtspunkt. Am Ort gab es bis zum Zweiten Weltkrieg eine Molkerei und eine Station des Seenot-Rettungsdienstes.
Das Ostsee-Ufer in der Region zwischen Tręsacz (Hoff) und Niechorze (Horst) ist beständigen Unterwaschungen ausgesetzt, die in den vergangenen Jahrhunderten zu einer Verschiebung des Ostseeufers in Richtung des Festlandes geführt haben. Von dem genannten Sandhügel im Schlosspark aus betrug die Entfernung zum oberen Kliffrand im Jahr 1783 noch 385 Meter, im Jahr 1889 dagegen nur noch 175 Meter. Der Landverlust betrug in 106 Jahren also 210 Meter oder rund 2 Meter pro Jahr.

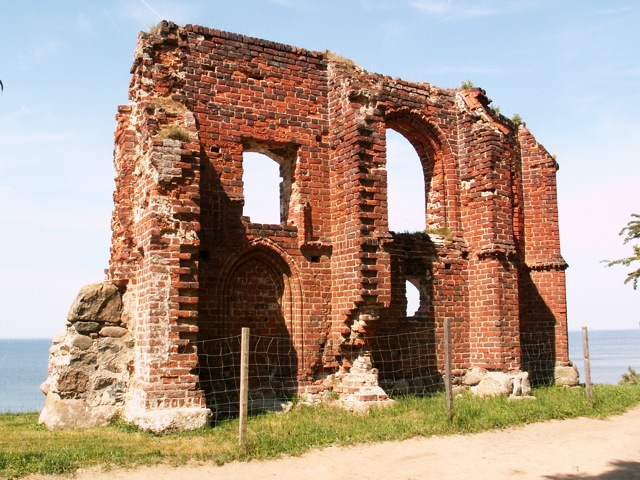
Ruine der Nikolaikirche

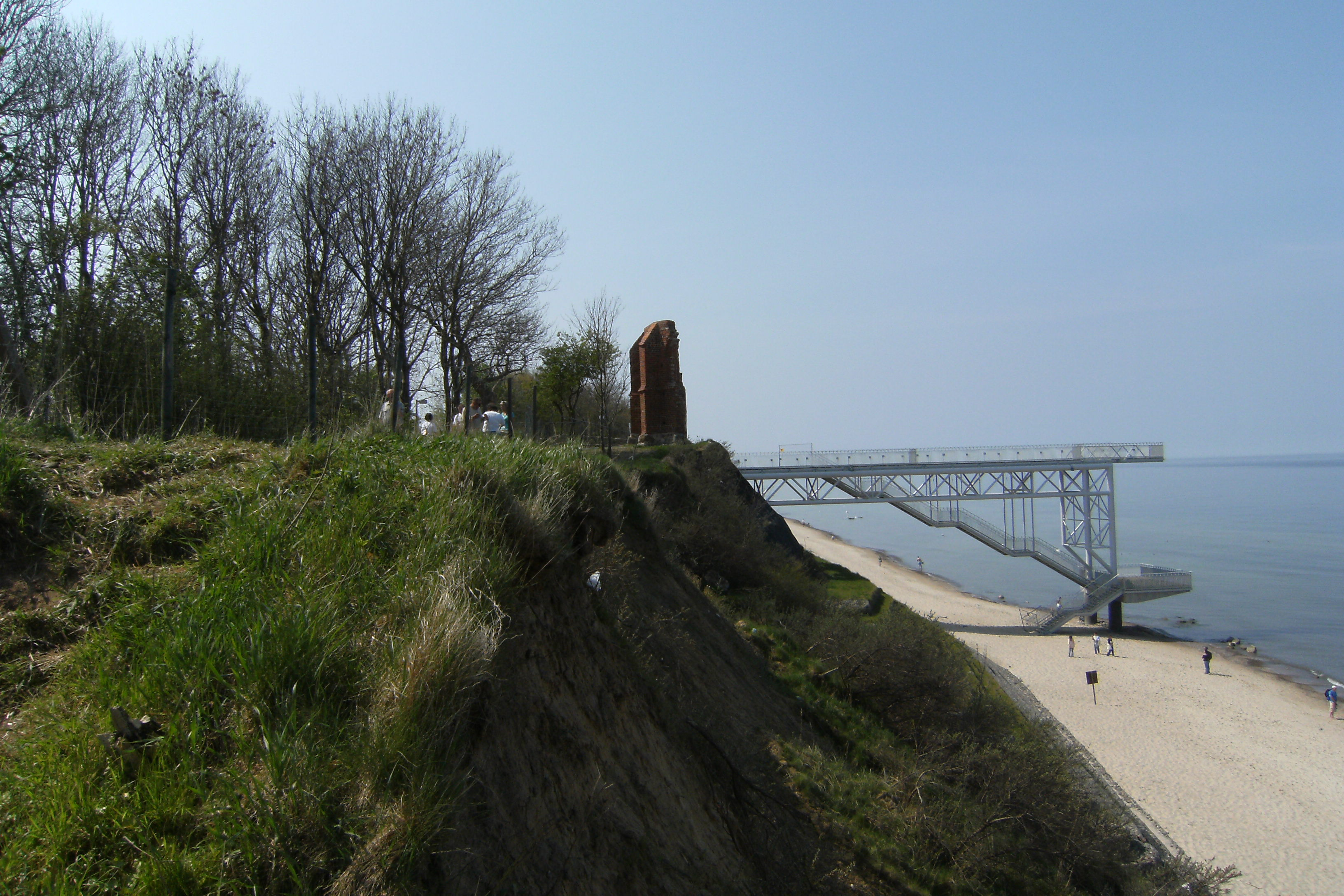
Ruine mit der Strandbrücke

Auf dem 12 Meter hohen Gelände am Uferrand bei Hoff war in der zweiten Hälfte des 15. Jahrhunderts eine spätgotische Dorfkirche erbaut worden, die Nikolaikirche. Diese Kirche, die 1805 noch 25 Meter vom Ostseestrand entfernt gewesen war, war von Unterspülung durch die Ostsee bedroht und wurde deshalb 1874 geschlossen. 1885 wurde das Kirchendach abgedeckt. Im Jahr 1901 stürzte die Kirche infolge von Unterwaschungen des Steilufers durch die Ostsee zur Hälfte ab. Dabei stürzte auch ein Teil des Kirchfriedhofs mit ins Meer. Die Kirchenruine von Hoff war seither ein beliebtes Motiv für Kunstmaler und verlieh als Touristen-Attraktion dem Dorf einen gewissen Bekanntheitsgrad. Lyonel Feininger, der zwischen 1891 und 1936 regelmäßig seinen Sommerurlaub an der Ostsee verbrachte, behandelte die Kirchenruine in dreißig seiner Gemälde und Zeichnungen.
Nachdem die alte Kirche aufgegeben worden war, wurde in 200 Metern Entfernung eine neue Dorfkirche erbaut, die den prächtigen Altar der alten Kirche erhielt. Am Ende des Zweiten Weltkriegs wurde die neue Kirche beschädigt. Der alte Altar wurde ausgelagert und blieb erhalten.
Zum Ende des Zweiten Weltkriegs wurde die Region von der Roten Armee erobert und anschließend – wie ganz Hinterpommern – unter polnische Verwaltung gestellt. Soweit sie nicht bereits geflohen war, wurde die deutsche Bevölkerung nach Kriegsende aufgrund der so genannten Bierut-Dekrete vertrieben. Hoff wurde in Trzęsacz umbenannt.
Das im klassizistischen Baustil erbaute Gutshaus beherbergte bis Anfang 2019 ein Hotel mit angeschlossenem Reiterhof. Die Dorfkirche ist kürzlich restauriert worden. Schmuckstück der Kirche ist der alte Altar.
Im Jahr 2009 wurde die Kliffbefestigung unterhalb der Kirchenruine abgeschlossen, wie auch die Neugestaltung der Anlagen um die Ruine herum. Neben der Ruine wurde eine Stahlbrücke errichtet, die als Aussichtsplattform und Strandzugang dient. Sie ist 10,7 Meter hoch und 36,6 Meter lang von der Ruine bis zur Aussichtsplattform. Die historische hölzerne Treppenanlage wurde abgerissen.

### Entwicklung der Einwohnerzahl
- 1910: 235[4]
- 1924: 250[5]
- 1933: 199[6]
- 1939: 201[6]

### Pommersche Sage
Am Ostseestrand bei Hoff soll einmal eine Schwedin zusammen mit zwei Kühen auf einer Eisscholle angetrieben worden sein. Anstatt nach Schweden zurückzukehren, soll sie es vorgezogen haben, in Pommern zu bleiben, wo sie in Langenhagen gelebt habe und in hohem Alter verstorben sei.

## Sehenswürdigkeiten

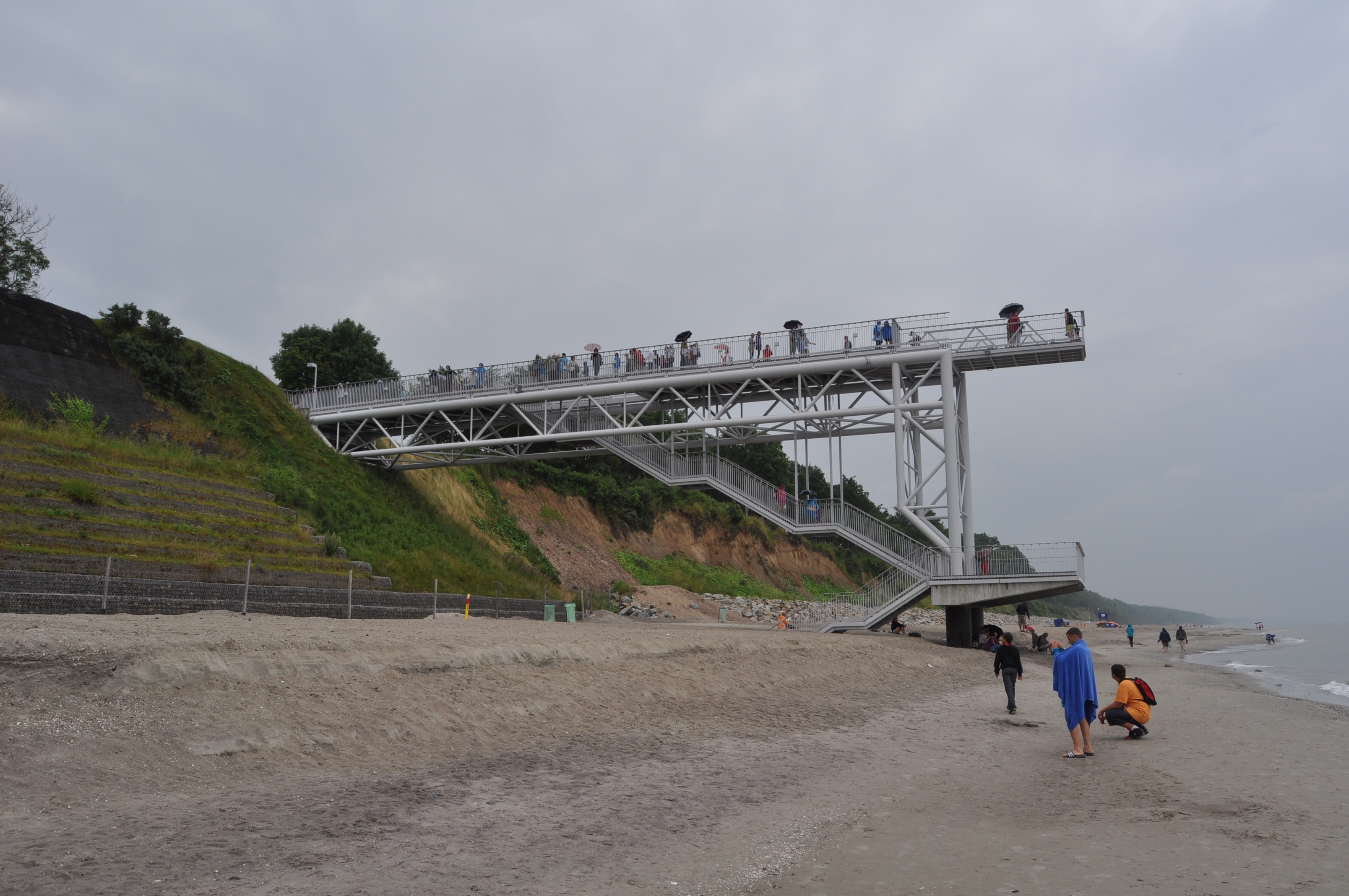
Strandbrücke mit Aussichtsplattform
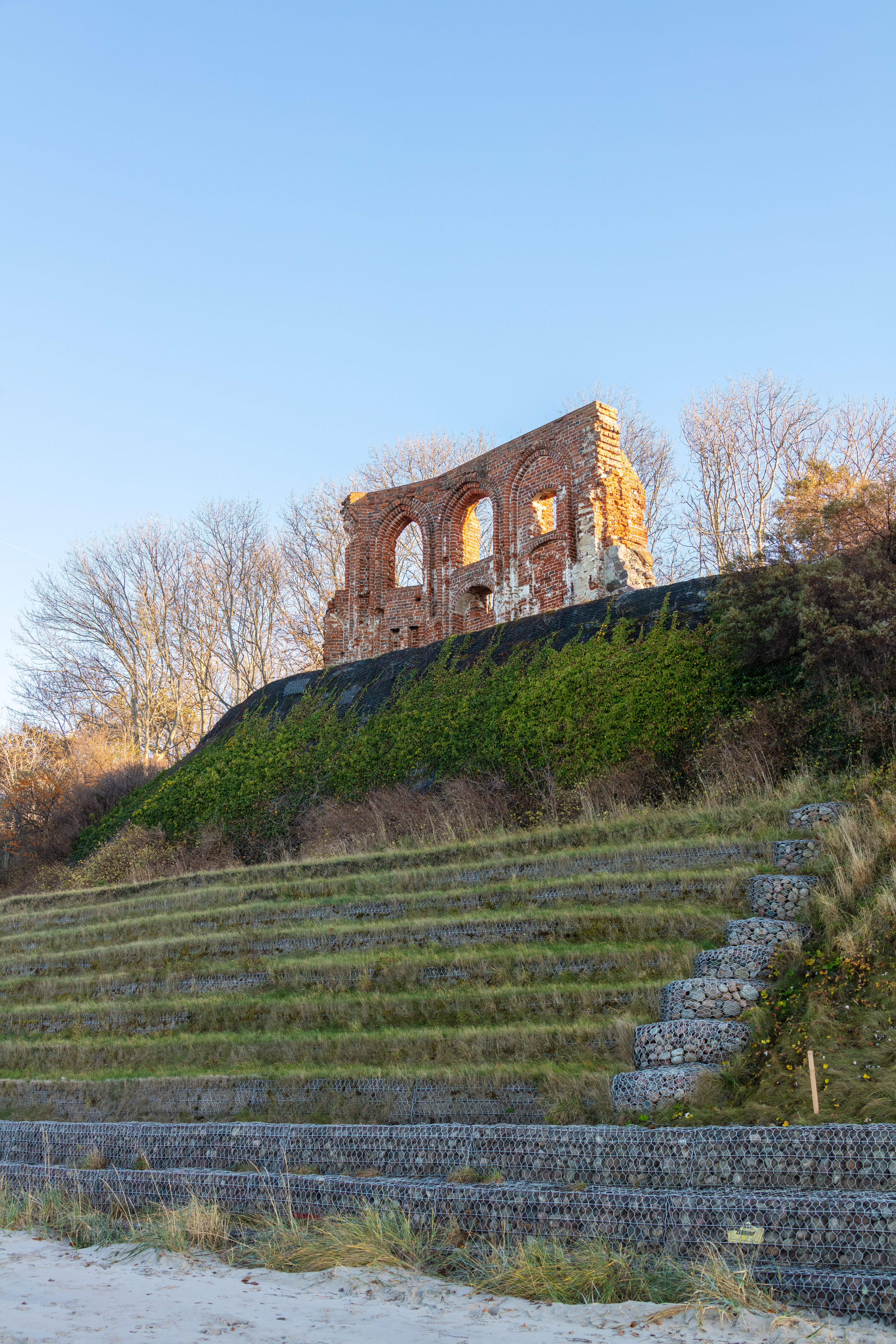
Kirchenruine
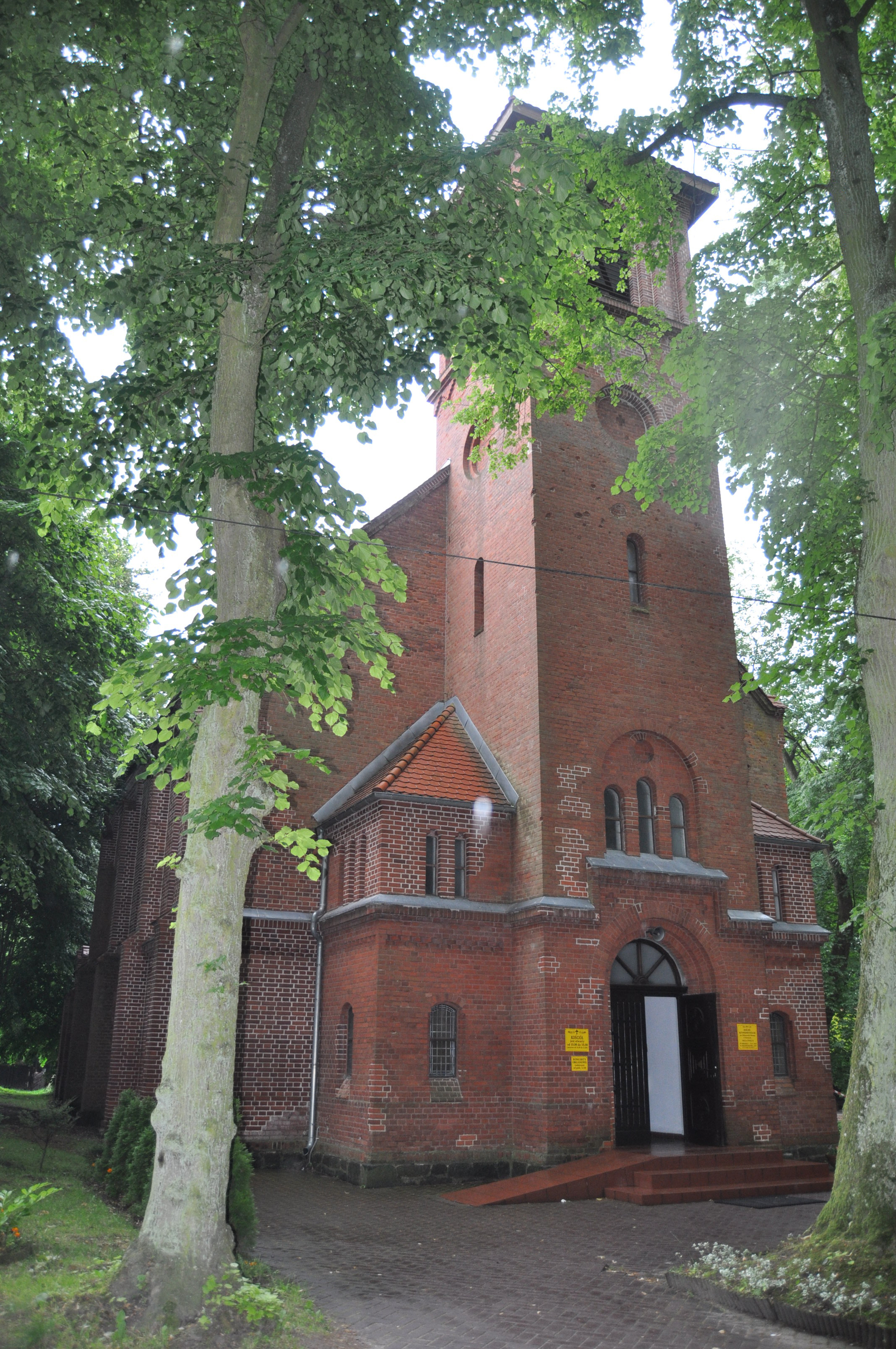
Neue Kirche
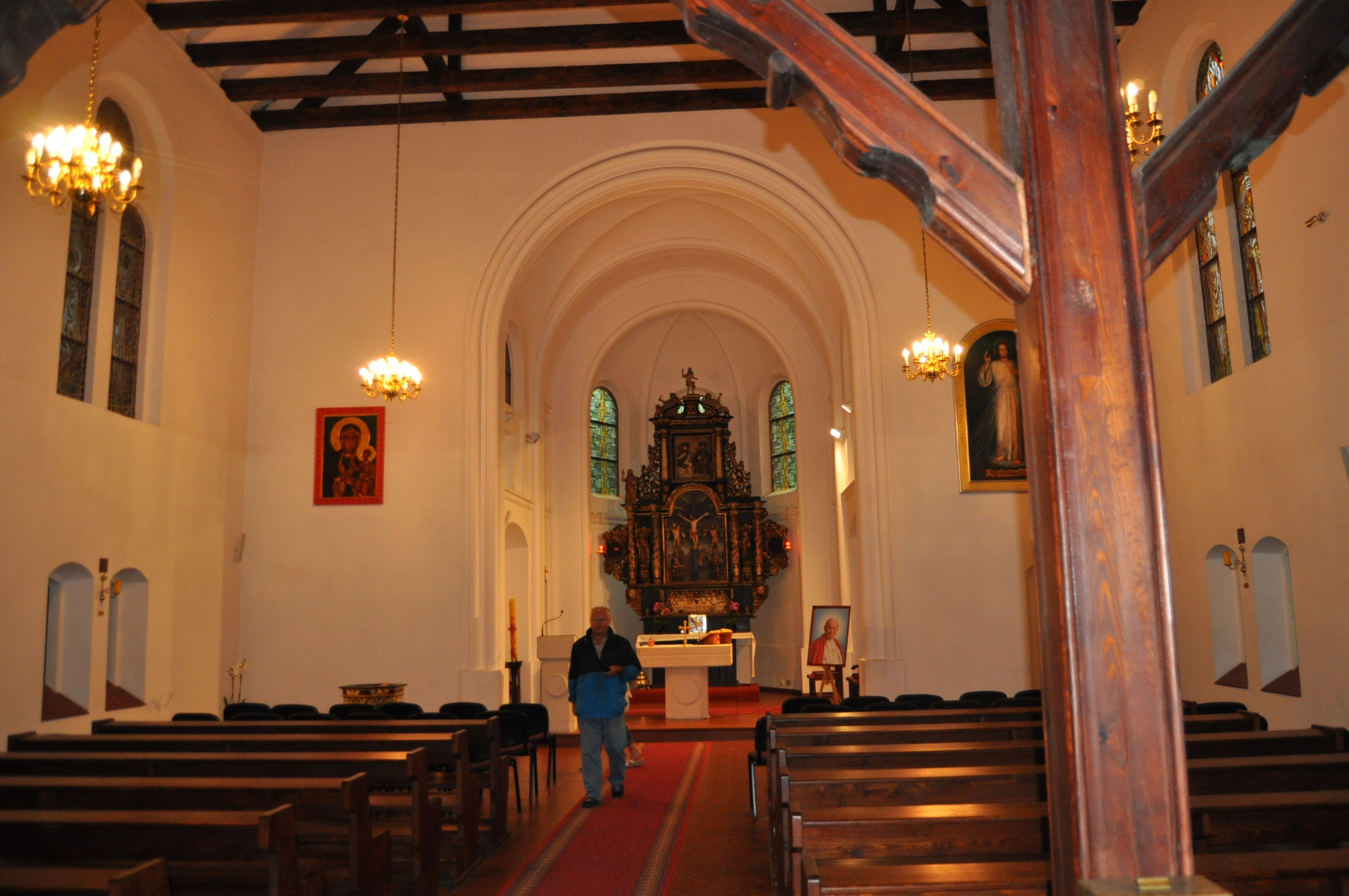
Inneres, Altar der alten Kirche
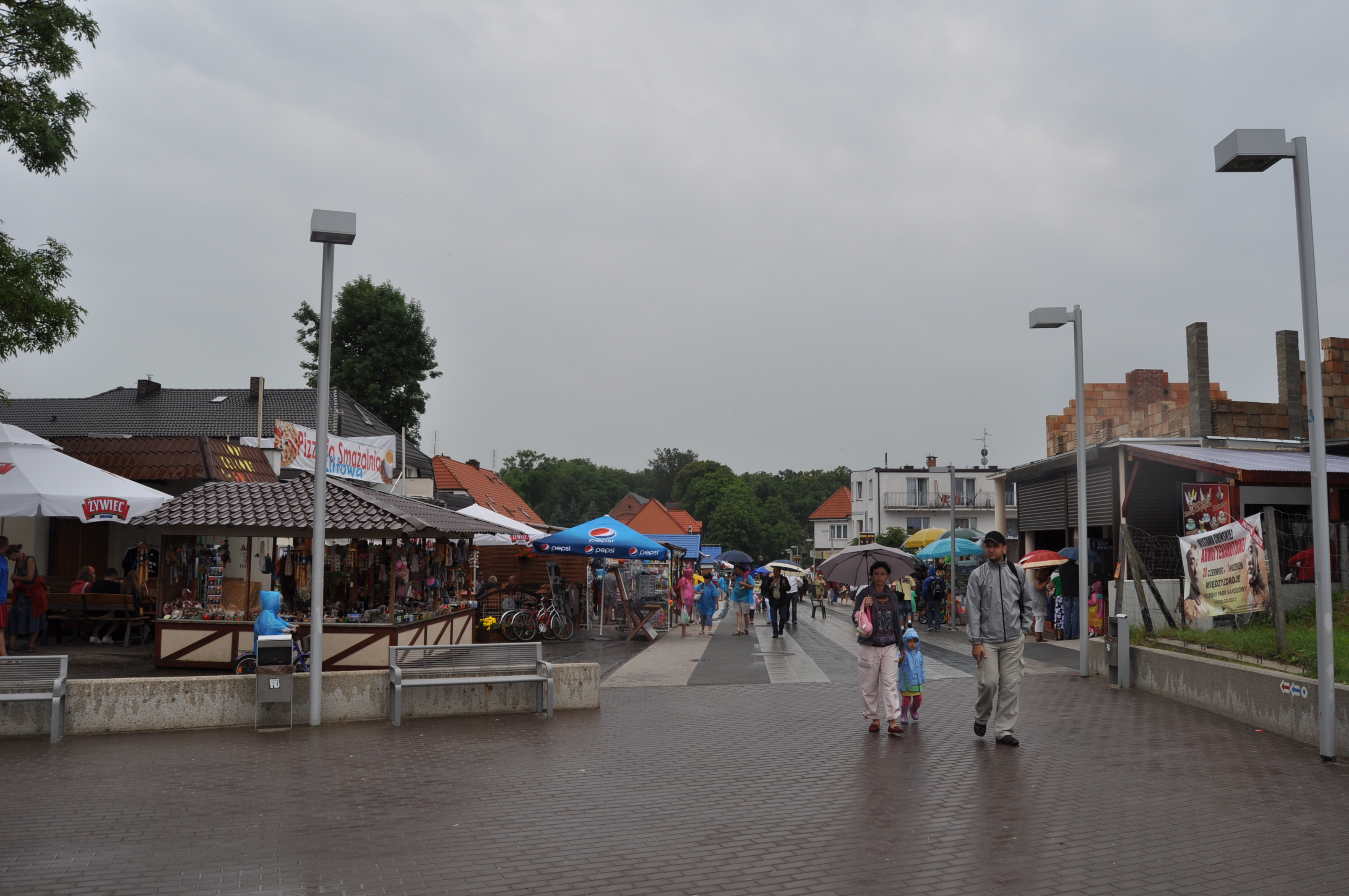
Promenade

- Neue Nikolaikirche mit altem Altar der 1874 aufgegebenen Kirche aus der zweiten Hälfte des 15. Jahrhunderts
- Ruine der ehemaligen Nikolaikirche

## Verkehrsanbindung

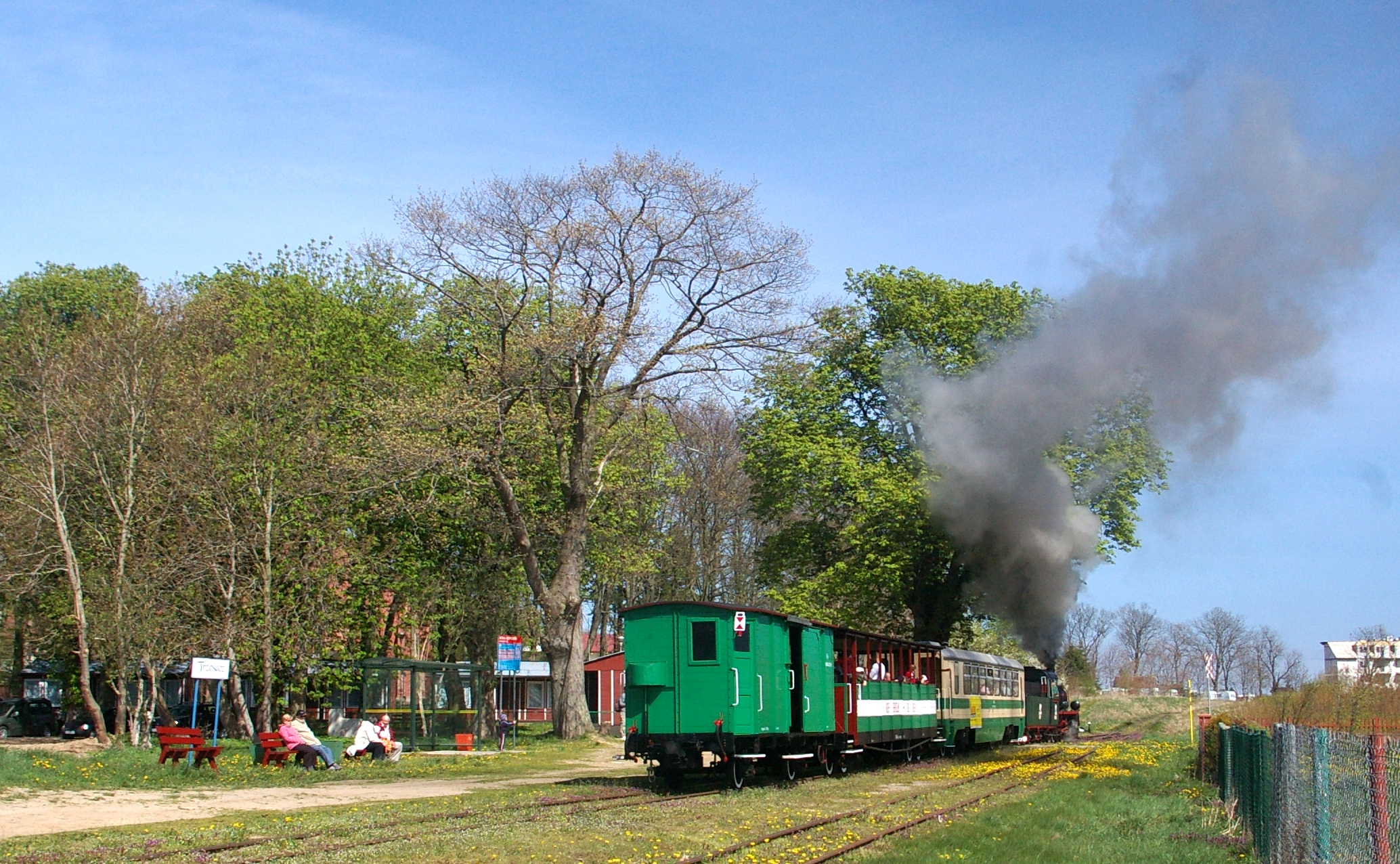
Schmalspurbahn in der Station Trzęsacz (2010)

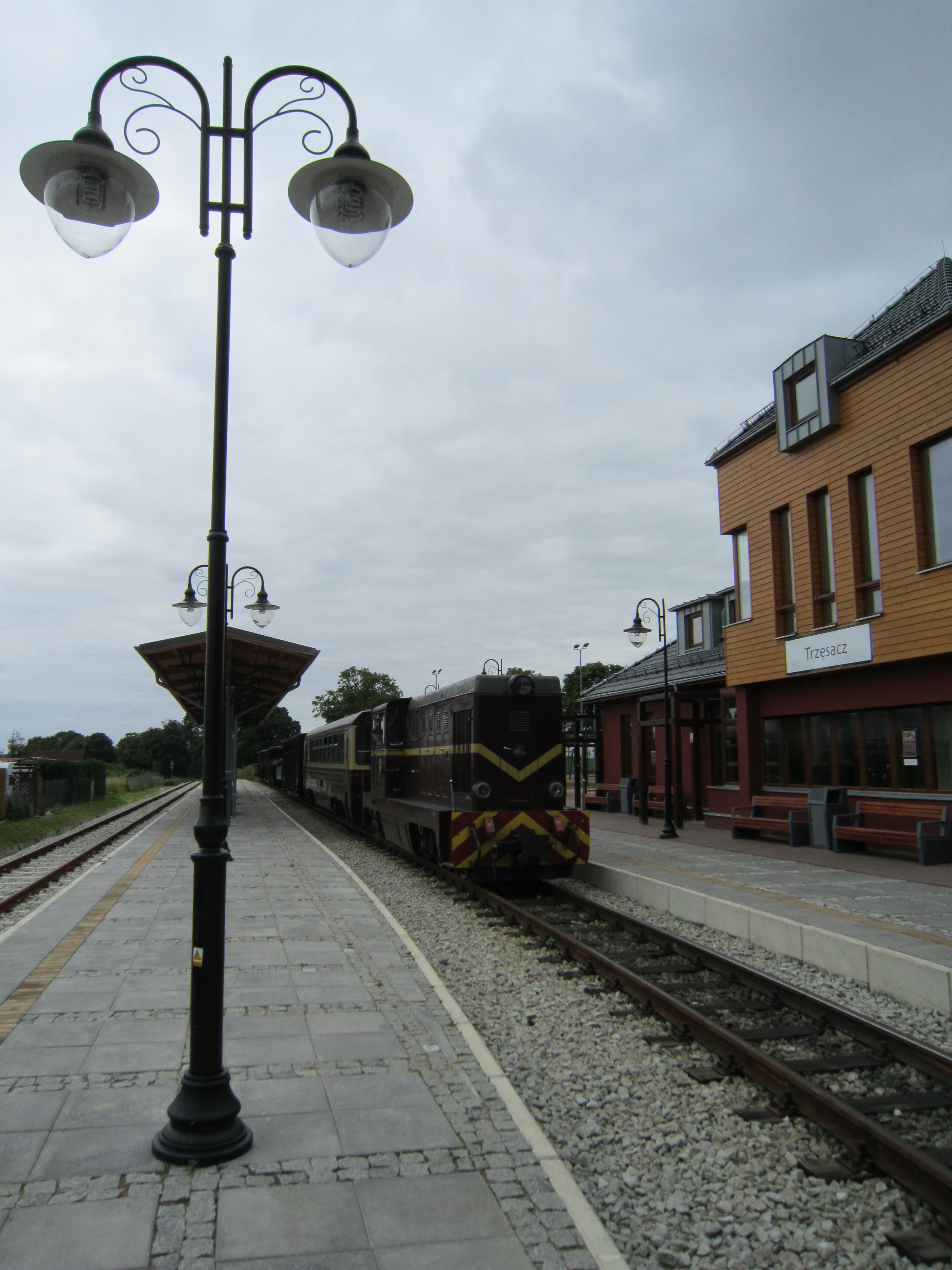
Bahnhof Trzęsacz (2015)

Der Ort ist über öffentliche Busverbindungen erreichbar. Trzęsacz hat eine Station an der gemeindeeigenen Schmalspurbahn Nadmorska Kolej Wąskotorówka, die seit September 2013 wieder in der Saison von Pogorzelica (Fischerkaten) nach Gryfice (Greifenberg) verkehrt.

## Söhne und Töchter des Ortes
- Joachim Friedrich von Flemming (1665–1740), kursächsischer Kammerherr, General der Kavallerie und Gouverneur von Leipzig
- Jacob Heinrich von Flemming (1667–1728), polnischer und kursächsischer Generalfeldmarschall, wirklicher Geheimer Rat und Kabinettsminister.